# Roussette de Malaisie
Pteropus vampyrus
Espèce
Statut de conservation UICN

 EN A2bcd : En danger
Statut CITES
La Roussette de Malaisie (Pteropus vampyrus) est une espèce de chauves-souris géantes frugivores vivant en Asie du Sud-Est.

## Description et biologie
Pteropus vampyrus est la plus grande espèce de chauves-souris au monde : elle peut en effet atteindre 1,70 m d'envergure, pour environ 1,5 kg,,. Elle est aussi nommée Kalong de Malaisie, Roussette de Malaisie ou Grand Renard volant. Elle forme des colonies qui peuvent compter de quelques individus à plusieurs milliers. Elle vit essentiellement dans le Sud-Est asiatique : Vietnam, Thaïlande, Malaisie, Indonésie, Myanmar et Philippines.
En dépit de ce que peut laisser penser son nom, Pteropus vampyrus est une espèce frugivore qui se nourrit de fruits, de fleurs, de pollen et de nectar. Elle favorise la reforestation en disséminant les graines des fruits qu’elle mange. En une seule nuit, elle peut se déplacer sur des distances atteignant 50 km.

## Remarque d'intérêt écoépidémiologique
Cette espèce semble faire partie des animaux sauvages dont la protéine-cible du nouveau coronavirus pandémique de 2019 (l' ACE2), est adaptée à ce nouveau virus (SARS-CoV-2) (virus responsable en 2019 de la pandémie de COVID-19). Cette affirmation découle d'études de modélisations de protéines.

## Liste des sous-espèces
Selon GBIF (27 juin 2023) :
- Pteropus vampyrus edulis E.Geoffroy, 1810
- Pteropus vampyrus lanensis Mearns, 1905
- Pteropus vampyrus natunae K.Andersen, 1908
- Pteropus vampyrus pluton Temminck, 1853
- Pteropus vampyrus sumatrensis Ludeking, 1862
- Pteropus vampyrus vampyrus (Linnaeus, 1758)

## Systématique
Le nom valide complet (avec auteur) de ce taxon est Pteropus vampyrus (Linnaeus, 1758). L'espèce a été initialement classée dans le genre Vespertilio sous le protonyme Vespertilio vampyrus Linnaeus, 1758.
Pteropus vampyrus a pour synonymes :
- Pteropus assamensis McClelland, 1839
- Pteropus caninus Blumenbach, 1797
- Pteropus celaeno Hermann, 1804
- Pteropus edwardsi I.Geoffroy, 1828
- Pteropus funereus Temminck, 1837
- Pteropus giganteus (Brünnich, 1782)
- Pteropus intermedius K.Andersen, 1908
- Pteropus javanicus Desmarest, 1820
- Pteropus kalou É.Geoffroy, 1810
- Pteropus kelaarti Gray, 1871
- Pteropus kopangi Kuroda, 1933
- Pteropus malaccensis K.Andersen, 1908
- Pteropus natunae K.Andersen, 1908
- Pteropus nudus Hermann, 1804
- Pteropus pteronotus Dobson, 1878
- Vespertilio gigantea Brünnich, 1782